# Gara Gorna Oreahovița
Gara Gorna Oreahovița (în bulgară Железопътна гара Горна Оряховица) este o gară care deservește municipiul Gorna Oreahovița, Bulgaria.